# Nicolás Arispe
Nicolás Arispe (Buenos Aires, 19 maggio 1978) è un illustratore e scrittore argentino.

## Biografia
Nicolás Arispe è nato a Buenos Aires nel 1978 e ha studiato disegno e arti visive all’Instituto Universitario Nacional de las Artes (UNA) ottenendo prima l’abilitazione a Professore di Disegno nel 2001, poi quella a Professore Universitario di Arti Visive nel 2003, e infine la Laurea in Arti Visive nel 2005.
Dal 1997 collabora con produzioni televisive e cinematografiche, partecipando alla realizzazione di film e cartoni animati per il mercato argentino, brasiliano, messicano e spagnolo, oltre a realizzare copertine di dischi e libri e lavori di grafica editoriale.
Il suo primo libro illustrato risale al 2005; da allora ha realizzato numerosi progetti editoriali propri, e illustrato opere di svariati scrittori, tra cui María Teresa Andruetto, Alberto Laiseca e Alberto Chimal, pubblicati in Argentina, Messico, Francia, Italia, Guatemala, Spagna, ecc.
Fra il 2013 e il 2015 ha illustrato la rubrica settimanale di storia “Notas de historia” dell’agenzia TÉLAM (Agencia nacional de noticias de la República Argentina).
Nel corso della sua carriera è stato selezionato da  ALIJA. (Asociación de Literatura Infantil y Juvenil de la Argentina), sezione argentina di IBBY (2005, 2016 e 2018); dal  Banco del Libro de Venezuela. (2013, 2018 e 2019); dalla  Cámara Nacional de la Industria Editorial de México (archiviato dall'url originale il 13 aprile 2021). (2013 e 2016); dalla  Feria Internacional del Libro. di Bogotá (2016) e dal  Salon du livre et de la presse jeunesse. di Seine-Saint-Denis (2019), oltre che per il catalogo  White Ravens (archiviato dall'url originale il 28 luglio 2022). 2016 della Internationale Jugendbibliothek di Monaco di Baviera. Nel 2018 è entrato nella lista d’onore di IBBY per il suo lavoro di illustratore. Dal 2001 insegna arte a bambini, adolescenti e adulti dei quartieri marginali di Buenos Aires.

## Premi e riconoscimenti
- 2004: selezione Secretaría de Cultura del Gobierno de la Ciudad de Buenos Aires con il libro Nadie vio llegar a la montonera de Dios, Editorial Orbital
- 2005: selezione ALIJA nella categoria “mejor ilustración de novela” con il libro En busca de los vestuarios, Ediciones del Eclipse
- 2006: selezione “Le 300 migliori opere di letteratura per bambini ispano-americana” del Ministerio Nacional de Educación de Argentina[2] con il libro Té de palacio, Ediciones del Eclipse
- 2008: Menzione speciale della giuria I Premio Internacional Compostela de Álbum Ilustrado[3] con il libro La visita
- 2009: Finalista XIII concorso “A la orilla del viento”, Fondo de Cultura Económica (México) con il libro El camino más largo, Fondo de Cultura Económica
- 2010: Selezione Proyecto de Lectura para Centros Escolares (P.L.E.C.) con il libro El insólito ascenso de Madame Pôl, Faktoria K
- 2010: Selezione Centro Internacional del Libro Infantil y Juvenil – Fundación Sánchez Ruipérez con il libro El insólito ascenso de Madame Pôl, Faktoria K
- 2012: Selezione Cámara Nacional de la Industria Editorial de México con il libro El camino más largo, Fondo de Cultura Económica
- 2013: Selezione Banco del Libro de Venezuela nella categoria “mejor personaje”[4] con il libro El camino más largo, Fondo de Cultura Económica
- 2016: Selezione Cámara Nacional de la Industria Editorial de México[5] con il libro La madre y la muerte/La partida, Fondo de Cultura Económica
- 2016: Selezione “Libri per bambini e ragazzi caldamente raccomandati”, Feria Internacional del Libro de Bogotá con il libro La madre y la muerte/La partida, Fondo de Cultura Económica
- 2016: Selezione Catalogo White Ravens 2016[6] con il libro La madre y la muerte/La partida, Fondo de Cultura Económica
- 2017: Selezione ALIJA (IBBY Argentina) nella categoria “mejor ilustración de libro álbum” con il libro La madre y la muerte/La partida, Fondo de cultura económica
- 2018: Premio ALIJA (IBBY Argentina) nella categoria “mejor libro informativo”[7] con il libro Cándido, pintor de la guerra infame, Calibroscopio
- 2018: Selezione “Lista dei libri indispensabili”, Banco del Libro de Venezuela[8] con il libro La madre y la muerte/La partida, Fondo de Cultura Económica
- 2018: Lista d’onore IBBY per il lavoro di illustratore[9] con La madre y la muerte/La partida, Fondo de Cultura Económica
- 2019: Selezione Banco del Libro de Venezuela nella categoria “mejor libro original” con il libro Cándido, pintor de la guerra infame, Calibroscopio

## Mostre personali
- 2004: EQUIS, PERSONALE DI DISEGNI, DIPINTI E OGGETTI – Centro Cultural Enrique Santos Discépolo, Buenos Aires
- 2006: CAJA BLANCA – Alliance Française, Buenos Aires
- 2010: MONO SACER – Teatro General San Martín, Buenos Aires
- 2010: NADIE VIO LLEGAR A LA MONTONERA DE DIOS[10] – Museo “Los rostros de la Pampa” e Municipalidad de San Antonio de Areco, San Antonio de Areco

## Mostre collettive
- 2006: VIÑETAS COMPARTIDAS[11] – C.C.E.B.A. (Centro del Consulado Español en Buenos Aires), Buenos Aires
- 2007: DE LA BD DE LA RÉSISTANCE A LA RÉSISTANCE DE LA BD[12] – Orthez
- 2008: INSPIRACIONALES. LOS ARTISTAS SECRETOS – Gachi Prieto Contemporary Latin American Art, Buenos Aires
- 2009: ARTE B.A. – Gachi Prieto Contemporary Latin American Art, Buenos Aires
- 2011: PEQUEÑO MANUAL DE MAGIA – Gachi Prieto Contemporary Latin American Art, Buenos Aires
- 2011: EXPOTRASTIENDAS – Gachi Prieto Contemporary Latin American Art, Buenos Aires
- 2014: RECORRIDOS DESCENTRADOS: 12 ROUNDS PARA UN PASEANTE DESPREVENIDO – Fondo Nacional de las Artes, Buenos Aires
- 2014: HAY UNA IMAGEN DE ESA IDEA[13] – Centro Cultural de la Memoria Haroldo Conti, Buenos Aires
- 2019: PEACE SHOULD BE LEARNED IN CHILDHOOD, Teheran[14]
- 2020: PARALLEL TRUTHS, WOW x WOW Gallery (online)[15]
- 2023: LA ESCRIBIENTE – Biblioteca del Congreso de la Nación, Buenos Aires[16]

## Opere
- 2005, Nadie vio llegar a la montonera de Dios, Editorial Orbital, Argentina
- 2005, En busca de los vestuarios, Ediciones del Eclipse, Argentina
- 2007, ¿Cómo es un recuerdo? (scritto da Hugo Paredero), Libros del Zorzal, Argentina
- 2007, Té de palacio, Ediciones del Eclipse, Argentina
- 2009, Mono Sacer, Casa Nova, Argentina
- 2010, El insólito ascenso de Madame Pôl, Faktoría K, España
- 2010, De paseos y otros viajes en hoja (scritto da Mercedes Pugliese), Ediciones del Eclipse, Argentina
- 2012, Campeón (scritto da María Teresa Andruetto), Calibroscopio, Argentina
- 2012, El camino más largo, Fondo de Cultura Económica, México
- 2015, Árboles de pan (scritto da Julia Rossi), Ediciones Comunicarte, Argentina
- 2015, Tramas de la historia (scritto da Gabriel Di Meglio), Editorial Eduvim, Argentina
- 2015, Dos siglos en doce meses (scritto da Javier Trímboli), Editorial Eduvim, Argentina
- 2016, La madre y la muerte/La partida (scritto da Alberto Laiseca e Alberto Chimal), Fondo de cultura económica, México
- 2016, La madre e la morte / La perdita (traduzione di Federico Taibi), #logosedizioni, Italia
- 2017, Le Livre, Le Tripode, France
- 2017, Il Libro sacro (traduzione di Valentina Vignoli), #logosedizioni, Italia
- 2018, Lasciate ogni pensiero o voi ch’intrate (traduzione di Valentina Vignoli), #logosedizioni, Italia
- 2018, La mère et la mort; Le départ (traduzione di Geoffrey Durand), Le Tripode, France
- 2018, Le plus long des chemins (traduzione di Geoffrey Durand), Le Tripode, France
- 2019, Lungo è il cammino (traduzione di Valentina Vignoli), #logosedizioni, Italia
- 2019, Atti della gloriosa compagnia dei martiri (traduzione di Mirta Cimmino), #logosedizioni, Italia
- 2019, Tutti contenti (traduzione di Laura González), #logosedizioni, Italia
- 2020, El árbol (traduzione italiana di Santalina, traduzione inglese di David Haughton, traduzione italiana della postfazione Mirta Cimmino, traduzione spagnola dei Cenni storici Patricia Mayorga), #logosedizioni, Italia
- 2021, Il bambino smarrito (traduzione di Sofía Luminosa, traduzione della postfazione di Mirta Cimmino), #logosedizioni, Italia
- 2021, Giovanni senzaterra, #logosedizioni, Italia
- 2022, La Bianchina (traduzione di Chiara Ronchi), #logosedizioni, Italia
- 2022, Jack London (traduzione di Mirta Cimmino), #logosedizioni, Italia
- 2023, Il viaggio della madreperla – Le isole sommergibili vol. 1 (traduzione di Alice Cominotti), #logosedizioni, Italia

## Copertine
- 2014, L’Ancêtre, di Juan José Saer, Le Tripode, France
- 2018, Le fleuve sans rives, di Juan José Saer, Le Tripode, France
- 2019, L’Enquête, di Juan José Saer, Le Tripode, France
- 2019, Glose, di Juan José Saer, Le Tripode, France
- 2020, Les nuages, di Juan José Saer, Le Tripode, France